# Командный чемпионат СССР по шахматной композиции 1968/1969
Чемпионат СССР по шахматной композиции 1968—1969 — 6-й командный чемпионат.
Проводился по тем же разделам и тем же числом досок. Участники — 11 команд: 178 задач и этюдов 99 авторов. Зачётных композиций — 108. Победитель — команда Белоруссии (194½ очка из 220). 
Судьи: Ю. Вахлаков и Ю. Сушков (двухходовки), А. Орешин и В. Тимонин (трёхходовки), П. Печёнкин и И. Розенфельд (многоходовки), В. Якимчик и Сарычев (этюды), И. Крихели (кооперативные маты), Пигитс (обратные маты). 
Составы команд-победительниц: 
1. Белоруссия — Г. Афанасьев, В. Габа, В. Гебельт, Е. Двизов, Каменецкий, Плостак, Стригунов, Сычёв, Цырулик, Шмуленсон;
2. РСФСР (Свердловская область) — П. Бабич, Брон, Гафаров, Глинских, Ивунин, Лазарев, Печёнкин, В. Пильченко, В. Трунов, В. Ударцев;
3. Ленинград — Кацнельсон, Попандопуло, К. Почтарев, С. Синакевич, Сушков, Фокин.

Победители по разделам:  
- двухходовки — Белоруссия — 73 очка из 88;
- трёхходовки — РСФСР (Свердловская область) — 61;
- многоходовки — РСФСР (Свердловская область) — 79;
- этюды — Ленинград — 55;
- кооперативные и обратные маты — Белоруссия — 71.

## Таблица
| Команды                      | Разделы, число досок и зачётных очков | Разделы, число досок и зачётных очков | Разделы, число досок и зачётных очков | Разделы, число досок и зачётных очков | Разделы, число досок и зачётных очков | Разделы, число досок и зачётных очков | Разделы, число досок и зачётных очков | Разделы, число досок и зачётных очков | Разделы, число досок и зачётных очков | Разделы, число досок и зачётных очков | Разделы, число досок и зачётных очков | Разделы, число досок и зачётных очков | Разделы, число досок и зачётных очков | Разделы, число досок и зачётных очков | Разделы, число досок и зачётных очков | Очки |
| Команды                      | двухходовки                           | двухходовки                           |                                       | трёхходовки                           | трёхходовки                           |                                       | многоходовки                          | многоходовки                          |                                       | этюды                                 | этюды                                 |                                       | кооперативные маты                    |                                       | обратные маты                         | Очки |
| Команды                      | 1                                     | 2                                     |                                       | 1                                     | 2                                     |                                       | 1                                     | 2                                     |                                       | 1                                     | 2                                     |                                       | 1                                     |                                       | 1                                     | Очки |
| ---------------------------- | ------------------------------------- | ------------------------------------- | ------------------------------------- | ------------------------------------- | ------------------------------------- | ------------------------------------- | ------------------------------------- | ------------------------------------- | ------------------------------------- | ------------------------------------- | ------------------------------------- | ------------------------------------- | ------------------------------------- | ------------------------------------- | ------------------------------------- | ---- |
| Белоруссия                   | 21                                    | 20                                    |                                       | 18½                                   | 19                                    |                                       | 16                                    | 22                                    |                                       | 20                                    | 17                                    |                                       | 21                                    |                                       | 20                                    | 194½ |
| РСФСР (Свердловская область) | 20                                    | 21                                    |                                       | 21                                    | 20                                    |                                       | 22                                    | 21                                    |                                       | 0                                     | 19                                    |                                       | 17                                    |                                       | 21                                    | 182  |
| Ленинград                    | 11                                    | 22                                    |                                       | 16                                    | 0                                     |                                       | 21                                    | 18                                    |                                       | 21                                    | 16                                    |                                       | 19                                    |                                       | 19                                    | 163  |
| Москва                       | 0                                     | 15½                                   |                                       | 22                                    | 16                                    |                                       | 15                                    | 0                                     |                                       | 18                                    | 15                                    |                                       | 22                                    |                                       | 22                                    | 145½ |
| РСФСР (сборная)              | 22                                    | 14                                    |                                       | 17                                    | 0                                     |                                       | 20                                    | 19                                    |                                       | 22                                    | 0                                     |                                       | 13                                    |                                       | 14                                    | 141  |
| Украина                      | 19                                    | 0                                     |                                       | 18½                                   | 21                                    |                                       | 0                                     | 0                                     |                                       | 0                                     | 22                                    |                                       | 16                                    |                                       | 17                                    | 113½ |
| ВС СССР                      | 15                                    | 10                                    |                                       | 15                                    | 0                                     |                                       | 17                                    | 0                                     |                                       | —                                     | 16                                    |                                       | 21                                    |                                       | 20                                    | 109  |
| Грузия                       | —                                     | 19                                    |                                       | —                                     | 17                                    |                                       | 0                                     | —                                     |                                       | 16                                    | 21                                    |                                       | 20                                    |                                       | —                                     | 93   |
| Узбекистан                   | 16                                    | 17                                    |                                       | 0                                     | 22                                    |                                       | 14                                    | 0                                     |                                       | 19                                    | 0                                     |                                       | 0                                     |                                       | 0                                     | 88   |
| Казахстан                    | 9                                     | 0                                     |                                       | 0                                     | —                                     |                                       | 0                                     | 15                                    |                                       | —                                     | 20                                    |                                       | 12                                    |                                       | 0                                     | 56   |
| Молдавия                     | 10                                    | 8                                     |                                       | 0                                     | 15                                    |                                       | 0                                     | 14                                    |                                       | 0                                     | —                                     |                                       | 0                                     |                                       | 0                                     | 47   |